# Ramon I de Carcassona
Ramon I de Carcassona (ca. 979 - 1007/1011) fou comte de Carcassona (?-1010).

## Orígens familiars
Fill primer del comte Roger I de Carcassona i la seva esposa, Adelaida de Gavaldà. Fou germà de Pere de Carcassona, el comte Bernat I de Foix. Pel matrimoni de la seva germana Ermessenda de Carcassona va esdevenir cunyat del comte de Barcelona Ramon Borrell.

## Núpcies i descendents
Es casà vers el 990 amb Garsenda de Besiers, filla del vescomte Guillem De Besiers. D'aquesta unió nasqueren dos fills:
- Guillem I de Carcassona (?-1034), comte de Carcassona
- Pere II de Carcassona (?-1059), comte de Carcassona

## Ascens al tron
En vida del seu pare fou associat al tron juntament amb el seu germà Pere de Carcassona. Es coneix ben poc sobre la seva vida però el 1010 es té constància que ja no era present al comtat com a comte-associat, per la qual cosa es pot deduir que morí. Així mateix, també es coneix la renúncia del seu germà Pere de Carcassona al comtat aquell mateix any per esdevenir Bisbe del bisbat de Girona.